# جيمس أوهايو باتي
جيمس أوهايو باتي (بالإنجليزية: James Ohio Pattie)‏ كان رجل حدود أمريكي ومؤلف من ولاية كنتاكي.